# بامبیراپتور
بامبیراپتور (نام علمی: Bambiraptor) (که با نام بامبی هم شناخته می‌شود)، یکی از دَدپایان گوشت‌خوار مربوط به دوره کرتاسه پسین می‌باشد. این جانور ۷۵ میلیون سال پیش می‌زیسته که بیش از ۱ متر طول و ۳ کیلوگرم وزن داشته‌است. سنگوارهٔ بامبیراپتور در سازند دومدیسین بالایی، مونتانا ایالات متحده کشف و در سال ۲۰۰۰ به وسیله بورنهام نام‌گذاری شد. گونه خاص این جنس بامبیراپتور فیندبرجی نام دارد.